# Lycaon pictus lupinus
El Licaón Oriental o perro salvaje africano del Este (Lycaon pictus lupinus) es una subespecie del perro salvaje africano que habita en África Oriental. Se puede distinguir de la subespecie Licaón del Cabo (Lycaon pictus pictus) por tener una medida más pequeña y un pelaje mucho más negro con pequeñas mezclas de amarillo.

## Distribución
El rango de distribución del perro salvaje africano en el Este de África es irregular, ya que ha sido erradicado en Uganda y gran parte de Kenia. Una pequeña población ocupa un área que abarca el sur de Etiopía, Sudán del Sur, el norte de Kenia y probablemente el norte de Uganda. La especie todavía puede encontrarse en pequeñas cantidades en el sur de Somalia y es casi seguro que está extinta en Ruanda, Burundi y Eritrea. Sin embargo, sigue siendo algo numeroso en el sur de Tanzania, particularmente en la Reserva de caza Selous y el Parque nacional de Mikumi, los cuales están ocupados por lo que podría ser la mayor población de perros salvajes africanos de África.
- Burundi: Declarada extinta en 1976. No se han realizado informes en las grandes áreas protegidas de los parques de Kibira y de Ruvubu y las áreas restantes son demasiado pequeñas para sustentar la especie.[4]
- Eritrea: Los informes de principios de la década de 1900 indican que la especie alguna vez ocurrió en algunas áreas remotas, incluida la futura Reserva de Vida Silvestre Yob, pero sin informes recientes.[4]
- Etiopía: El perro salvaje africano es raro en Etiopía, a pesar de la protección legal total y los esfuerzos del gobierno por fortalecer su red de áreas protegidas. La especie ha sido extirpada en tres parques nacionales, aunque todavía se encuentra en el sur del país. La especie se registró una vez en el Parque Nacional Gambela y sus alrededores, aunque el último avistamiento ocurrió en 1987. Se la avista con frecuencia en los parques de Omo y Mago, y el avistamiento más reciente en el primero ocurrió en 1995. Entre 1992 y 1993, se estima que uno o dos manadas estaban en Omo y hasta cinco en Mago. Ocasionalmente ocurre en el Parque nacional de las Montañas Bale, aunque se ve obstaculizado por la rabia y la persecución de los pastores. También se han producido avistamientos esporádicos en los parques de Awash y Nechisar. Se avistaron tres especímenes en el Santuario de Vida Silvestre de Yabelo en 1996. Fuera de las áreas protegidas, la especie ha sido reportada en Jijiga y Filtu.[4]
- Kenia: Aunque está muy extendido, el perro salvaje africano recibe solo protección legal parcial y se encuentra principalmente en áreas no protegidas, sin altas densidades de población. El número de perros salvajes africanos ha disminuido y se ha extinguido localmente en muchas áreas, con solo quince manadas en todo el país en 1997. Las actitudes locales hacia la subespecie son pobres y con frecuencia se le dispara en áreas ganaderas. Ocasionalmente se lo avista en la parte sur del Parque Nacional del Lago Turkana y el condado de Turkana circundante. A veces, se avistan individuos vagabundos en la frontera con Sudán, así como en el noreste, alrededor de Mandera, el condado de Wajir y el Parque nacional de Marsabit. Rara vez se encuentran en la Reserva nacional de Samburu y han estado ausentes en la Reserva Nacional de Buffalo Springs desde mediados de la década de 1980. Se observó dos veces en 1982 y 1983 en la Reserva Nacional de Kora. Ahora está ausente en el monte Kenia, aunque, según se informa, era común en la década de 1950. Probablemente esté extinto en el Parque Nacional del Lago Nakuru y una valla erigida alrededor del parque para proteger a los rinocerontes evita que la especie vuelva a colonizar el área. Fue avistado dos veces fuera del Parque nacional de Nairobi, aunque regularmente se le dispara y se atrapa allí. La especie desapareció de Masái Mara en 1991 después de un brote de enfermedad. Es posible que todavía esté presente en los parques nacionales de la provincia del Valle del Rift y Tsavo East y Tsavo West. Todavía está presente en pequeñas cantidades en el distrito de Lamu, pero está disminuyendo en la reserva nacional de Dodori y puede estar ausente en la reserva de primates del río Tana.[4] Algunas manadas estuvieron presentes en Laikipia hasta 2017, cuando la invasión ilegal generalizada de los pastores de ganado provocó que los animales fueran disparados o afectados por enfermedades introducidas por perros domésticos. Ahora se cree que está ausente en la región, excepto quizás algunos individuos.[5]
- Ruanda: Aunque protegido legalmente, el perro salvaje africano está extinto en Ruanda, probablemente debido a un brote de enfermedad. La población humana excesivamente alta de la Ruanda moderna hace que el país no sea adecuado para una futura recolonización y un proyecto de reintroducción en 1989 se vio frustrado por el inicio de la Guerra Civil de Ruanda. La especie una vez se produjo en grandes cantidades en el Parque nacional de Akagera, hasta el punto de ser conocido como Le Parc aux Lycaons. Un brote de enfermedad acabó con esta población entre 1983 y 1984.[4]
- Somalia: La guerra civil somalí en curso ha hecho que la perspectiva del perro salvaje africano sea muy pobre en el país, con la deforestación, la caza furtiva, la sequía y el pastoreo excesivo impidiendo que la especie se recupere, a pesar de que está protegida legalmente. La especie aún puede estar presente en el norte, aunque el último avistamiento ocurrió en 1982. Alguna vez fue común en el distrito de Buloburde antes de finales de la década de 1970. Una población probablemente en declive puede ocurrir cerca del río Jubba. En 1994 se avistó una manada en el Parque Nacional Lag Badana, que puede ser el mejor bastión de la especie en Somalia.[4] Ocurrieron avistamientos recientes del perro salvaje africano en 2015 y 2016 en Istanbuul-Kudaayo y Manaranni-Odow, y durante la temporada de lluvias en Hola, Wajir, Yamani y Manarani.[6]
- Sudán del Sur: En abril de 2020, perros salvajes africanos fueron fotografiados en el Parque Nacional del Sur de Sudán del Sur con cámaras trampa.[4]
- Tanzania: Las perspectivas en Tanzania son buenas para el perro salvaje africano, ya que el gobierno impuso una moratoria sobre toda la caza de la especie y recibe protección legal completa. Aunque es raro en el norte, el sur ofrece un hábitat ideal, ya que las grandes poblaciones de mosca tsetsé impiden la colonización humana generalizada. La Reserva de Caza Selous y probablemente el Parque Nacional Ruaha representan los mejores baluartes de la especie en toda África. La especie es común en la Reserva de Caza de Selous, donde se estimaron alrededor de ochocientos ochenta especímenes adultos en 1997. También está presente en el vecino Parque nacional de Mikumi y ha sido avistada en otras áreas cercanas[cita requerida]. Es posible que el perro salvaje africano ya no se encuentre en el Parque nacional Serengueti, con sólo treinta y cuatro individuos contabilizados a finales de 1990. Ocasionalmente se le ve en el Parque nacional del Kilimanjaro y el Parque nacional Arusha.[4]
- Uganda: Es poco probable que Uganda tenga una población residente de perros salvajes africanos, ya que la especie fue fuertemente perseguida después de una directiva de 1955 para dispararle a la vista. Los especímenes vagabundos ingresan ocasionalmente al país a través de Tanzania y Sudán del Sur. Una encuesta realizada en 1982-1992 mostró que la especie probablemente fue extirpada en Uganda,[¿cuál?] aunque los avistamientos en algunas áreas dispersas pueden indicar que el perro salvaje africano está recolonizando el país. En 1994 se avistaron individuos solitarios y manadas pequeñas en el Parque Nacional de Murchison Falls y varias veces en el Área de Caza Controlada del Norte de Karamoja.[4]
- Yibuti: Sin datos. Es poco probable que la única área protegida, el Parque nacional del Bosque de Day, albergue la especie.[4]

## En la cultura
Las representaciones artísticas de licaones son prominentes en las paletas cosméticas y otros objetos del periodo predinástico de Egipto, probablemente simbolizando el orden sobre el caos, así como la transición entre lo salvaje (representado por el lobo dorado africano) y lo doméstico (representado por el perro). Los cazadores predinásticos también pueden haberse identificado con el licaón, ya que la Paleta de los cazadores los muestra usando las colas del animal en sus cinturones. En el periodo dinástico, las ilustraciones de licaones se hicieron mucho menos representadas y el papel simbólico del animal fue asumido en gran medida por el lobo.